# Artiesteningang-Middelheimmuseum
Artiesteningang (2004–2012) Middelheimmuseum je drobná, ale architektonicky významná stavba, kterou vytvořil v roce 2004 nizozemský výtvarník, sochař a architekt John Körmeling jako další z volně přidružených staveb výtvarného muzea (převážně) pod širým nebem v Antverpách. Sestává ze tří hřibovitých baldachýnů, sjednocených v jeden útvar konkávními křivkami mezilehlých kružnic. V půdorysu má pavilon tvar stylizovaného „motýlka“.
John Körmeling tímto parafrázoval do té doby četné stavby přístřešků a pavilonů sestavených z hřibovitých konstrukcí a střech a vytvořil poměrně nový trojčlenný útvar. Ten může být vnímán jako inspirovaný přístřeškem tramvajového uzlu Bellevue v Curychu z roku 1937, od architektů Fritze Stuesiho a Hermana Hertera.